# Ridracoli

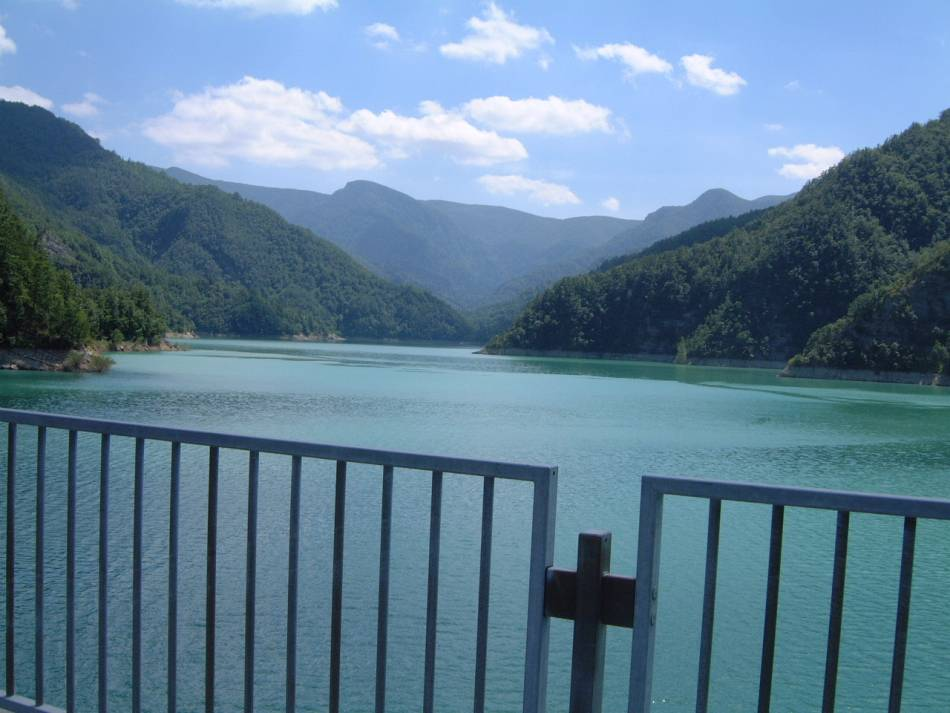
Stuwmeer van Ridracoli

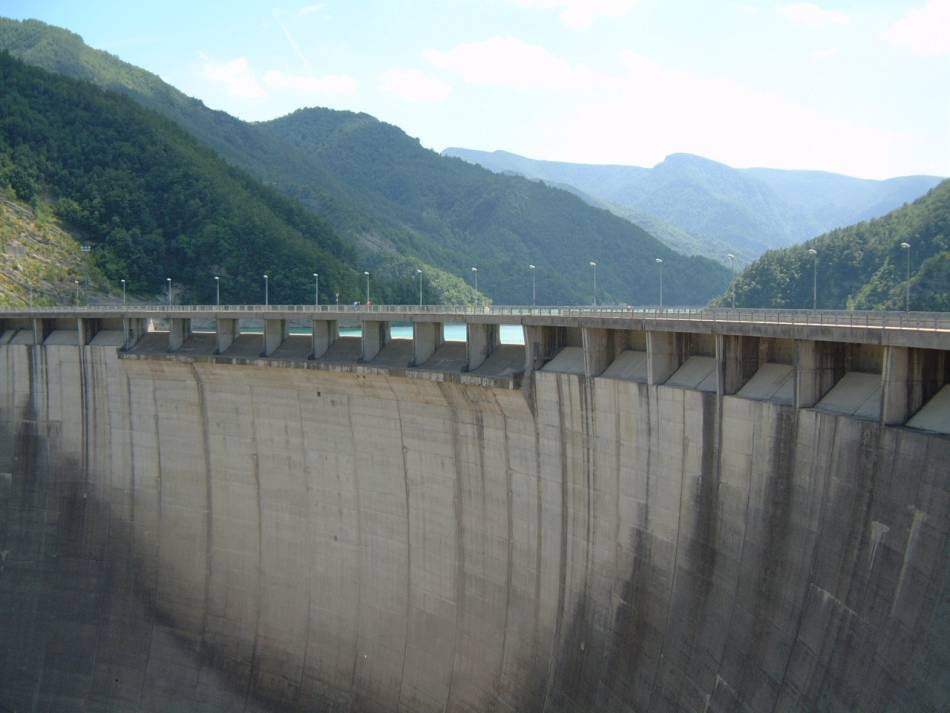
Stuwdam van Ridracoli

Ridracoli is een frazione van Bagno di Romagna van de provincie Forlì-Cesena in Emilia-Romagna in Noord-Italië.
Dichtbij ligt de 103.5 m-hoge stuwdam van de Bidente rivier met een stuwmeer waarover in het weekend boottochten zijn. Het ligt in het natuurpark Nationaal Park Foreste Casentinesi, Monte Falterona, Campigna.
Er is een informatie-centrum met een film en exposities over water en de stuwdam.